# Mattias Martinson (teolog)
Hans Mattias Martinson, född 2 maj 1970 i Längbro församling i Örebro län, är en svensk teolog och professor.
Mattias Martinson är sedan 2009 professor i systematisk teologi med livsåskådningsforskning vid Teologiska institutionen, Uppsala universitet. Han har haft ledningsuppdrag vid teologiska fakulteten, Uppsala universitet, som prodekan (2011-2014), och som dekan (2014-2020). Sedan 2020 har Martinson uppdrag som ställföreträdande vicerektor vid vetenskapsområdet för humaniora och samhällsvetenskap, Uppsala universitet.
Martinsons doktorsavhandling, Perseverance without doctrine (2000), behandlade den akademiska teologins villkor i ett sekulärt samhälle, belyst med hjälp av den så kallade Frankfurtskolans tongivande filosofer, Theodor W Adorno. Han har därefter skrivit en rad böcker och artiklar inom teologi och filosofi, där en ambition har varit att utveckla ett teologiskt tänkande kring den samtida svenska och europeiska kulturen, som idag kan betraktas som postkristen. I Martinsons perspektiv innebär det att samhället inte längre kan betecknas som kristet i någon konfessionellt väldefinierad mening, samtidigt kulturen i väsentliga avseenden fortfarande kan identifieras som kristen. Det kristna har inte spelat ut sin roll i ett sådant samhälle, men i en situation av sekularisering och religiös pluralism får det en annan betydelse och innebörd än tidigare. Tillsammans med kollegan Mohammad Fazlhashemi har Martinson lett ett arbete vid teologiska institutionen i Uppsala där systematisk teologi har utvecklas från ett forskarutbildningsämne med traditionellt fokus på kristen teologi och västerländsk livsåskådning till att nu även ha en inriktning mot islamisk teologi. De har också gemensamt redigerat en grundbok för teologistudenter med fokus på islamisk och kristen teologi.
Mattias Martinson är svåger med Miljöpartiet de grönas tidigare språkrör Birger Schlaug.